# HD 95208
HD 95208 è una stella gigante brillante arancione di magnitudine 6,14 situata nella costellazione della Carena. Dista 2346 anni luce dal sistema solare.

## Osservazione
Si tratta di una stella situata nell'emisfero celeste australe. La sua posizione è fortemente australe e ciò comporta che la stella sia osservabile prevalentemente dall'emisfero sud, dove si presenta circumpolare anche da gran parte delle regioni temperate; dall'emisfero nord la sua visibilità è invece limitata alle regioni temperate inferiori e alla fascia tropicale. Essendo di magnitudine pari a 6,1, non è osservabile ad occhio nudo; per poterla scorgere è sufficiente comunque anche un binocolo di piccole dimensioni, a patto di avere a disposizione un cielo buio.
Il periodo migliore per la sua osservazione nel cielo serale ricade nei mesi compresi fra febbraio e giugno; nell'emisfero sud è visibile anche per buona parte dell'inverno, grazie alla declinazione australe della stella, mentre nell'emisfero nord può essere osservata limitatamente durante i mesi primaverili boreali.

## Caratteristiche fisiche
La stella è una gigante brillante arancione di tipo spettrale K1II; ha una massa da 8 a 9,4 volte quella del Sole ed è oltre 9200 volte più luminosa, mentre l'età stimata della stella è di 27 milioni di anni. La sua magnitudine assoluta è di -3,14 e la sua velocità radiale positiva indica che la stella si sta allontanando dal sistema solare.